# Шеден
Шеден (нем. Scheden) — община в Германии, в земле Нижняя Саксония.
Входит в состав района Гёттинген. Подчиняется управлению Дрансфельд. Население составляет 2007 человек (на 31 декабря 2010 года). Занимает площадь 26,69 км².
Коммуна подразделяется на 3 сельских округа.
| Год  | Население |
| ---- | --------- |
| 1990 | 2024      |
| 1995 | 2131      |
| 2000 | 2087      |
| 2005 | 2133      |
| 2010 | 2021      |